# Карп'юк Ілля Петрович
Ілля́ Петро́вич Карп'ю́к (нар. 15 червня 1998, с. Вербовець, Косівський район, Івано-Франківська обл. — пом. 8 жовтня 2022, околиці с. Берестове, Бахмутський район, Донецька обл.) — український військовослужбовець, солдат 10-ї окремої гірсько-штурмової бригади, учасник російсько-української війни.

## Життєпис
Ілля Карп'юк народився 15 червня 1998 року в с. Вербовець Косівського району Івано-Франківської області. Середню освіту здобув у Косівській загальноосвітній школі № 2. Навчався у Львівському університеті ветеринарної медицини. Проходив строкову службу в ЗСУ. Після служби деякий час працював на заводі LEONI (Коломия) та охоронцем на об'єктах ГПУ «Львівгазвидобування».
З першого дня повномасштабного вторгнення був мобілізований та став на захист України. Проходив службу солдатом мотопіхотного батальйону 10-ї окремої гірсько-штурмової бригади (в/ч А4267).
Загинув від поранень, яких зазнав внаслідок здійснення противником артилерійського обстрілу позицій поблизу села с. Берестове Бахмутського району.
Іллю поховали на місцевому цвинтарі села Старий Косів Вербовецького старостинського округу Косівської громади. У Іллі залишилися батьки та сестра.

## Нагороди
За особисту мужність, виявлену у захисті державного суверенітету та територіальної цілісності України, самовіддане виконання військового обов'язку, відзначений — нагороджений
- орденом «За мужність» III ступеня (10.5.2023)